# شعب الطارف (السياني)

تعديل مصدري - تعديل

شعب الطارف محلة تابعة لقرية منزل جميع، التابعة لعزلة الدامغ بمديرية السياني إحدى مديريات محافظة إب في الجمهورية اليمنية.، بلغ تعداد سكانها 30 حسب تعداد اليمن لعام 2004.